# Cormocephalus mecistopus
Cormocephalus mecistopus är en mångfotingart som beskrevs av Henri W. Brölemann 1922. Cormocephalus mecistopus ingår i släktet Cormocephalus och familjen Scolopendridae.
Artens utbredningsområde är Madagaskar. Inga underarter finns listade i Catalogue of Life.